# Linum australe
Linum australe là một loài thực vật có hoa trong họ Linaceae. Loài này được A. Heller mô tả khoa học đầu tiên năm 1898.

## Hình ảnh

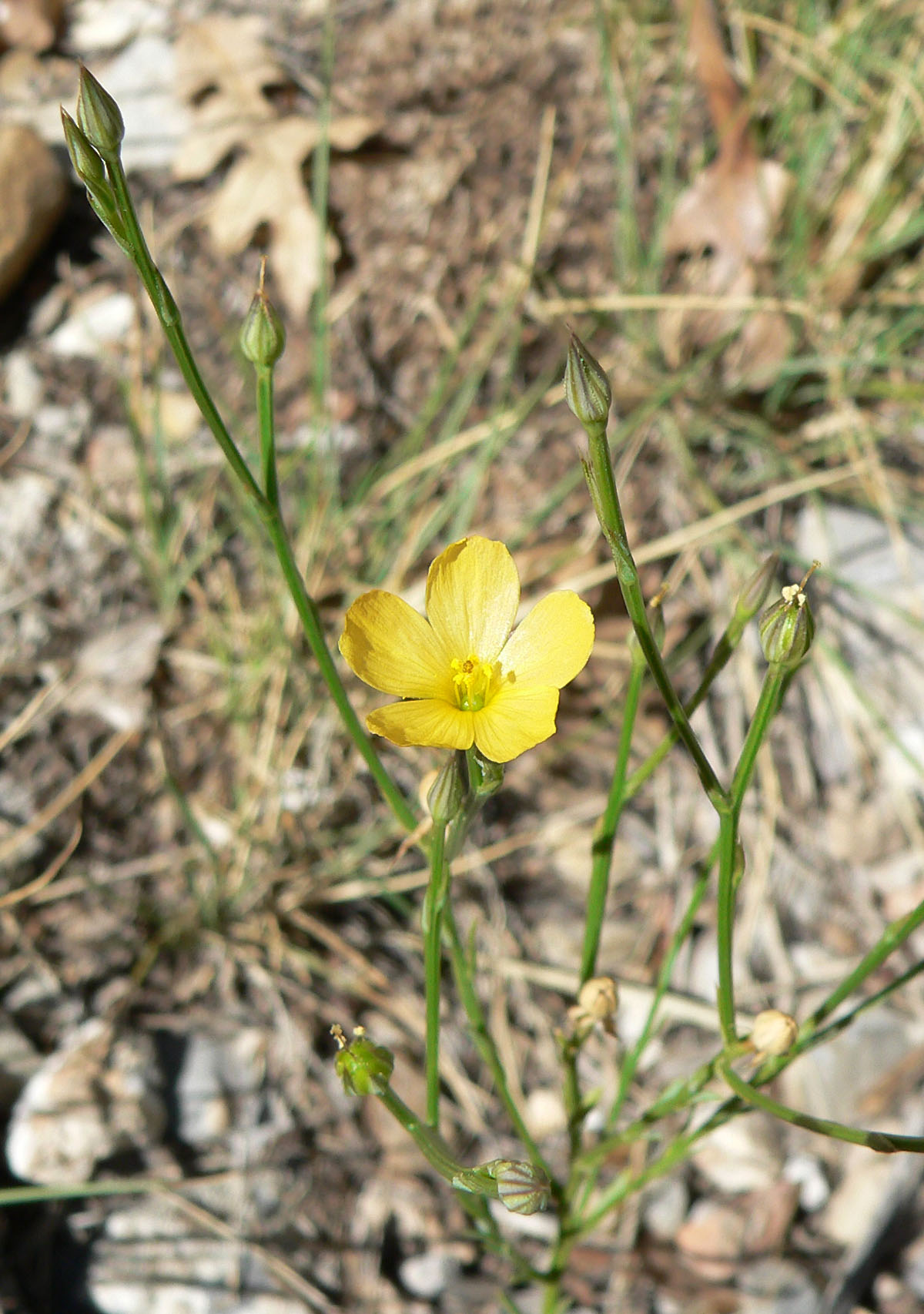
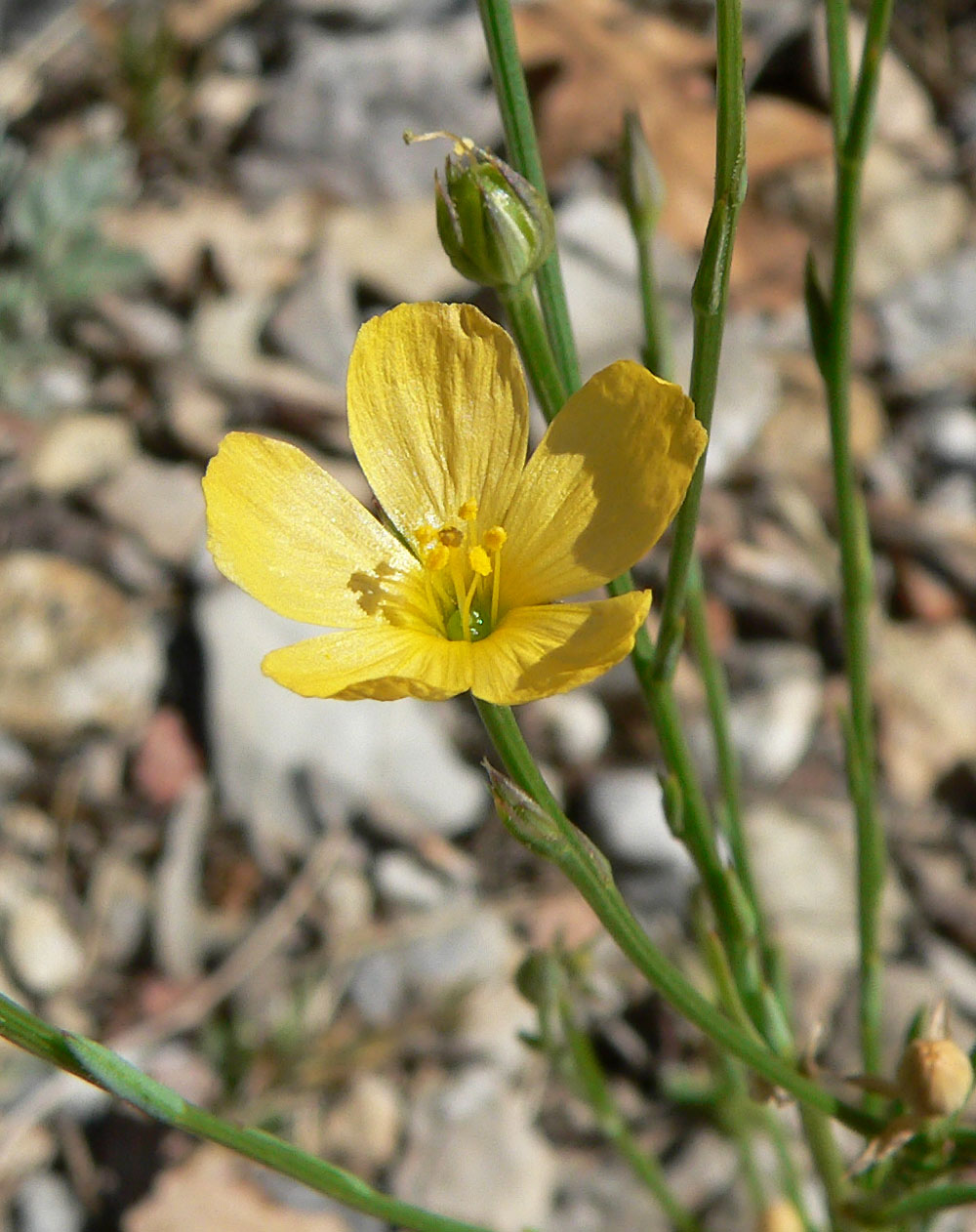
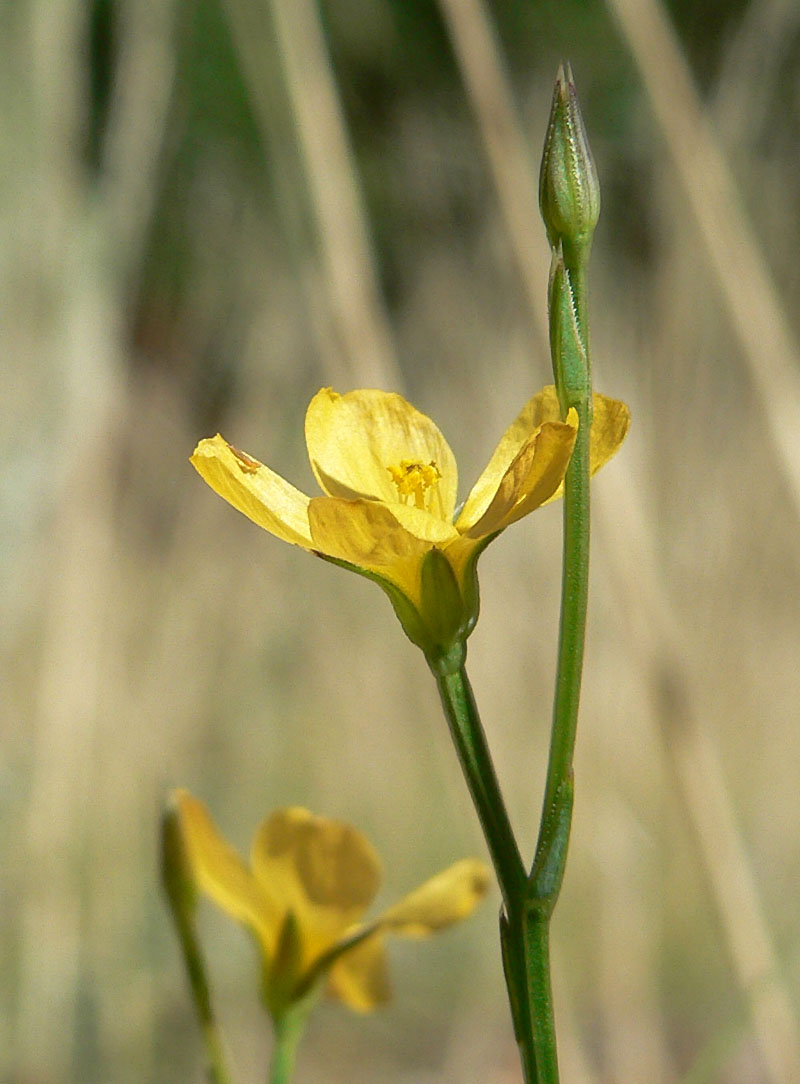
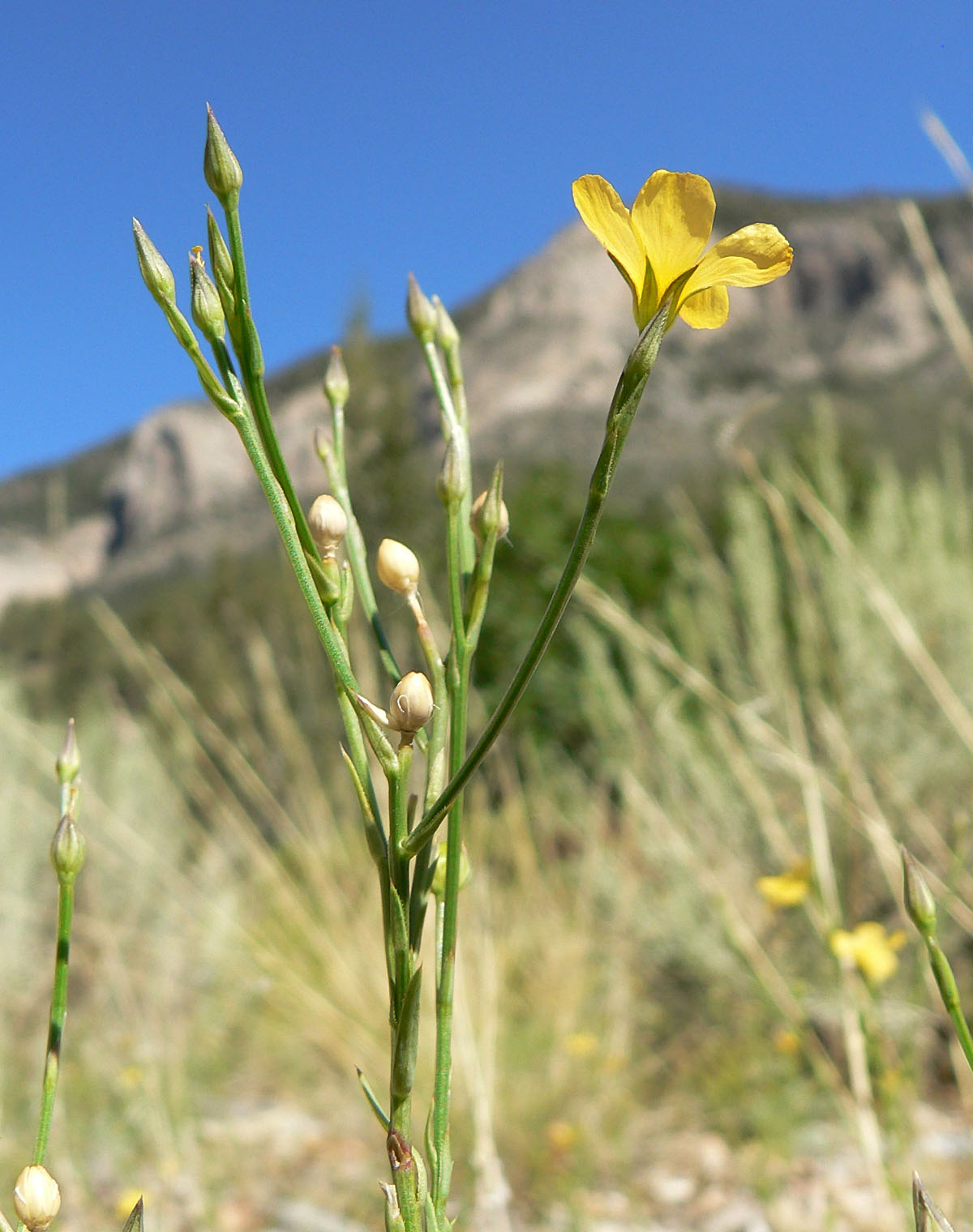